# Karl Behrens
 (Berlino, 18 novembre 1909 – Berlino, 13 maggio 1943) è stato un ingegnere tedesco, progettista e un combattente della resistenza contro il nazismo. È noto soprattutto per essere stato un membro del gruppo di resistenza antifascista noto come Orchestra Rossa. Era il corriere del gruppo, passava i rapporti tra Arvid Harnack e Hans Coppi. Fu anche attivo in un gruppo di resistenza presso la fabbrica di turbine AEG con altri colleghi.

## Biografia
Nacque in una famiglia della classe operaia, secondo figlio di Minna e Carl Behrens, fratello di Lisa (nata nel 1908) e Walter (nato nel 1915). Terminò la scuola elementare a Berlino il 4 aprile 1924 in una scuola protestante di Wesel. Nel 1927, entrò a far parte del gruppo scout di Rabenstein, vi rimase fino al 1931. Nel 1937, Karl conobbe la sua futura moglie Clara Sonnenschmidt grazie all'amico scout Otto Franck; si sposò con Clara il 25 febbraio 1939, stenotipista dell'OKH, da cui ebbe tre figli, due maschi e una femmina: Peter (nato nel 1939), Martha (nata nel 1941) e Karl-Helmut (nato nel 1942).

### Carriera
Il 15 maggio 1924 iniziò l'apprendistato come fabbro, dopo averlo terminato rimase disoccupato. Data la sua precedente adesione ai boy scout, nel 1929 entrò nelle Sturmabteilung e si iscrisse al Partito nazista. Nell'aprile del 1931 fu espulso dal partito per aver sostenuto Walther Stennes nel tentativo di colpo di Stato contro Hitler, noto come Rivolta di Stennes. Nel 1931 si unì temporaneamente al Fronte Nero di Otto Strasser, prima di aderire al Partito Comunista di Germania (KPD) alla fine del 1932. Dal 1932 al 1936 frequentò l'Abendgymnasium di Berlino dove conseguì l'Abitur, per poi proseguire gli studi di ingegneria meccanica presso la Beuth School di Wedding, oggi nota come Beuth Hochschule für Technik Berlin. Nell'Abendgymnasium conobbe la statunitense Mildred Harnack, insegnante d'inglese, e l'interprete Bodo Schlösinger, marito di Rose Schlösinger. In seguito, si unì al circolo del marito di Mildred, Arvid Harnack. Nel 1935 fu arrestato per aver venduto il giornale comunista Gegenangriff e poi rilasciato per mancanza di prove. Nello stesso anno si dimise dal KPD. Nel 1938 iniziò a lavorare come ingegnere progettista presso la fabbrica di turbine AEG a Berlino.

## Resistenza

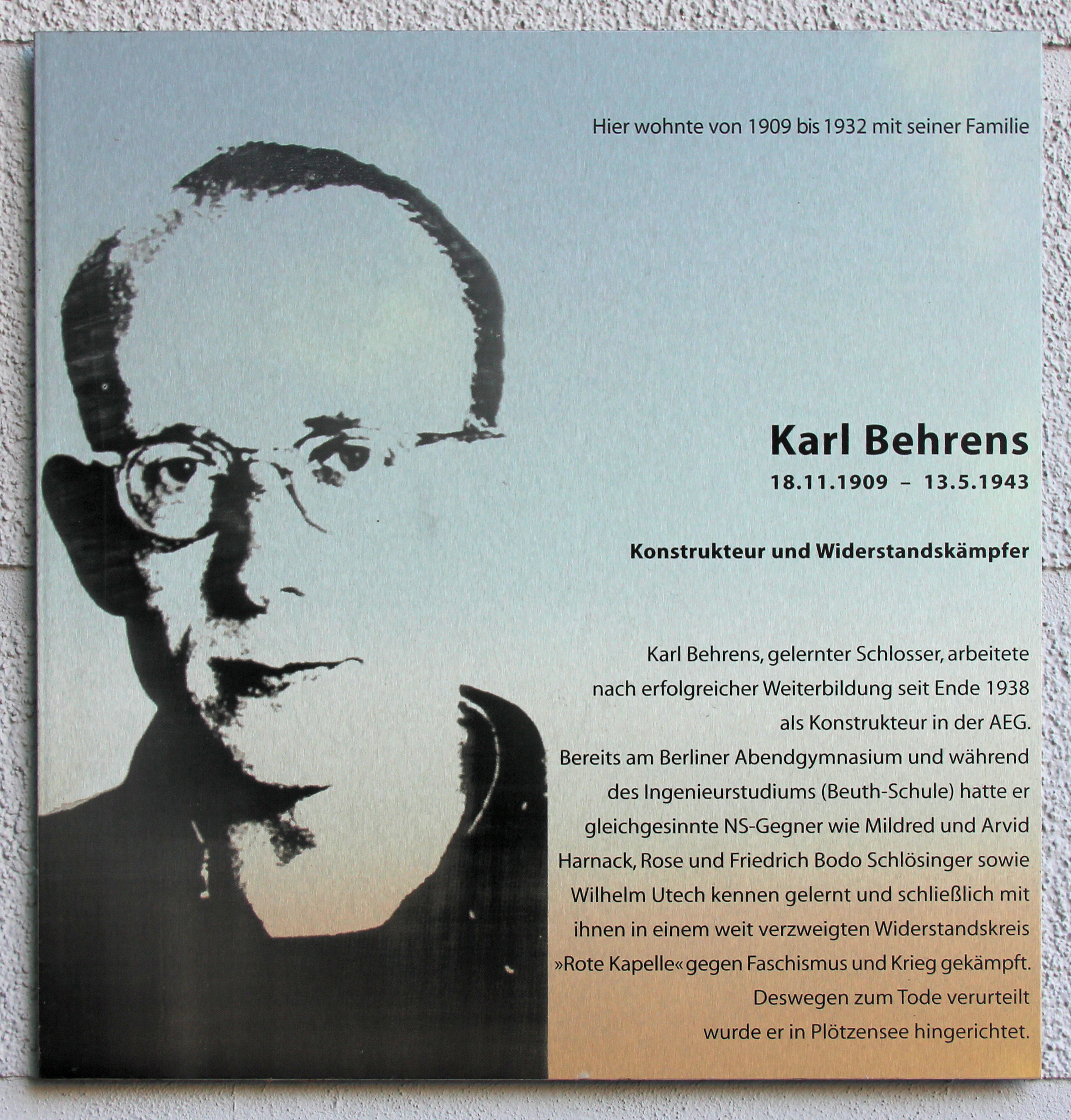
Targa commemorativa

Fu uno dei più stretti compagni d'arme di Arvid Harnack. Grazie al suo lavoro come progettista nella AEG e ai suoi contatti con gli ex funzionari del KPD, fu in grado di fornire informazioni politiche, economiche e militari al Commissariato del popolo per la sicurezza dello Stato (NKGB), dove gli fu assegnato il nome in codice Lutschisti.
Nel 1941, proprio Arvid Harnack decise di non impiegarlo come operatore radio per il previsto collegamento con l'Unione Sovietica perché già padre di due figli: si dice che abbia inoltrato alcuni messaggi criptati di Arvid Harnack a Hans Coppi. Nello stesso anno, fu arrestato per aver falsificato i documenti del cognato ebreo Charly Fischer, poi catturato e giustiziato nel campo di concentramento di Sachsenhausen.

## Arresto

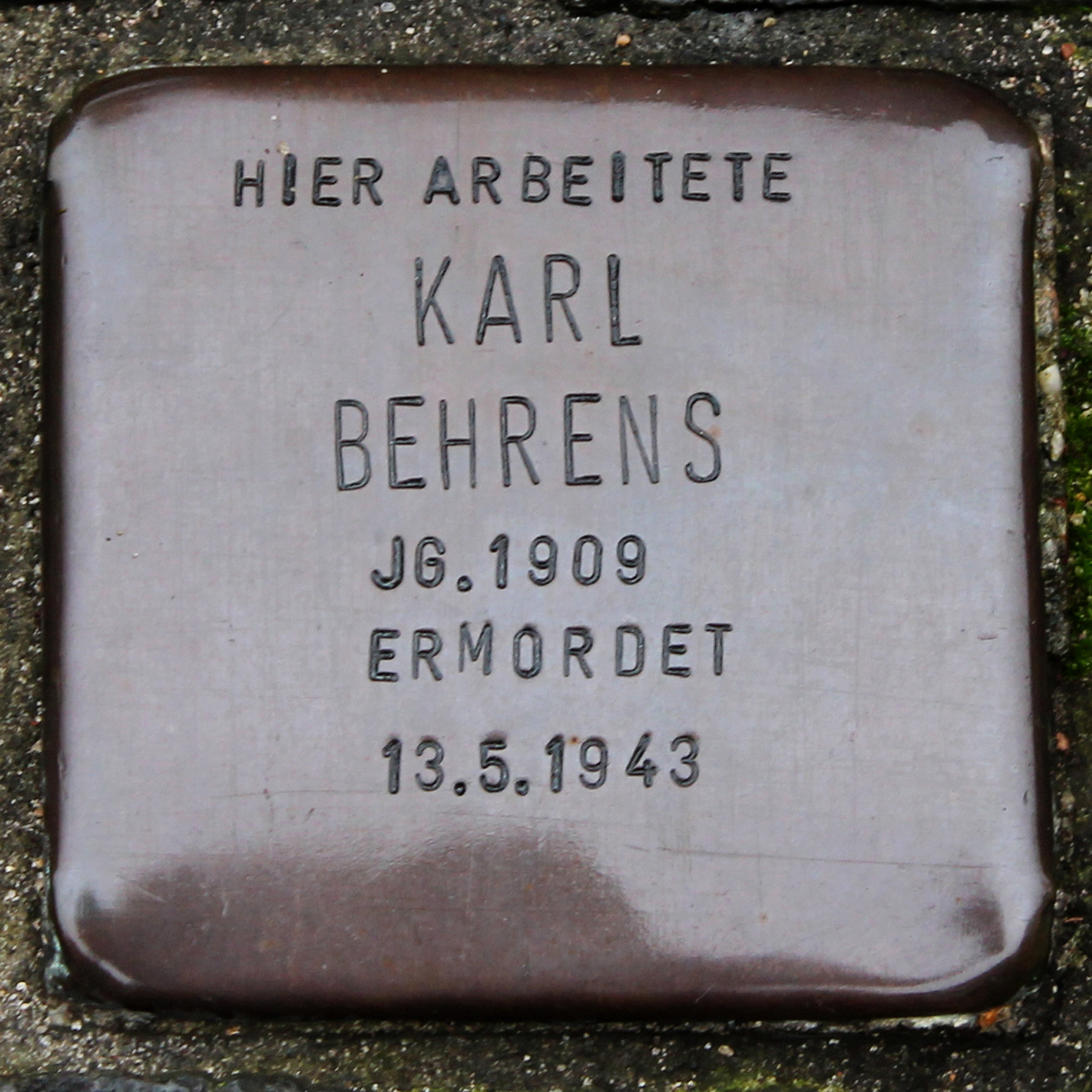
Pietra d'inciampo a Berlino

Nell'aprile 1942 Karl fu arruolato, nel maggio fu assegnato a un'unità di artiglieria come operatore radio. A Haguenau completò l'addestramento reclute. Il 22 luglio 1942 fu trasferito a Cracovia e due giorni dopo, in treno a Leopoli. In una caserma vicino a Sinferopoli, seguì un ulteriore addestramento in preparazione alle operazioni al fronte. Fu quindi trasferito a Tosno, sul fronte orientale, dove partecipò alla sua prima operazione militare.
Fu arrestato il 16 settembre 1942 a mezzogiorno, a San Pietroburgo (all'epoca Leningrado). Il 20 gennaio 1943 fu condannato a morte dal Reichskriegsgericht e giustiziato nella prigione di Plötzensee. Sua moglie Clare Behrens sopravvisse alla guerra e divenne sarta.

## Riconoscimenti
- Il 18 novembre 2009, il distretto di Friedrichshain-Kreuzberg gli ha dedicato una targa commemorativa davanti alla sua ex abitazione al 22 di Yorckstraße (all'angolo con il 91 di Möckernstraße).[10]
- È ricordato con una pietra d'inciampo al numero 12 di Huttenstraße a Moabit, Berlino.[1]